# 캐나다의 코로나19 범유행
다음은 캐나다에서의 코로나19 범유행에 관한 설명이다.

## 경과
캐나다 국경감시국 (CBSA)은 신종 코로나바이러스에 대한 경각심을 높이기 위해 토론토 피어슨 국제공항, 밴쿠버 국제공항, 몬트리올 트뤼도 국제공항에 바이러스 관련 안내를 실시하고, 중국 본토에서 입국한 승객들을 대상으로 건강관찰 설문조사를 위한 무인 키오스크를 운영한다고 밝혔다. 다만 우한시에서 캐나다로 넘어오는 직항편은 없는 것으로 조사됐다. 1월 23일, 패티 하지두 캐나다 보건장관은 지금까지 바이러스 관련 증상으로 지속 감시중인 사람은 5~6명 수준이며 그 중에서 퀘벡주에 1명, 밴쿠버에 1명 존재한다고 밝혔다.
1월 25일, 토론토 서니브룩 건강과학센터에서 캐나다 내 첫 신종 코로나바이러스 감염의심자가 보고되면서 음압병실에 수용 조치했다. 이 환자는 50대 남성으로 우한시와 광저우시를 거쳐 지난 22일 토론토로 귀국하였으며 급격한 폐렴 증상으로 인하여 구급차를 부른 것으로 알려졌다. 이후 온타리오 공공보건국의 토론토 연구소에서 긴급 조사를 진행한 결과 감염 의심이 보고됐고, 매니토바주 위니펙의 국립 미생물 연구소에서 최종 검사를 시행해 1월 27일 최초 감염자로 확정했다. 방역당국은 해당 환자가 현재 호흡기에 문제가 있지만 안정적인 상태라고 밝혔다. 이후 환자의 건강상태가 호전되면서 1월 31일 퇴원했다.
1월 27일, 온타리오주 보건국장은 첫 감염자의 아내가 두번째 감염의심자로 확인됐다고 밝혔다. 이튿날 이뤄진 검사에서 아내 역시 양성 반응이 나오면서 감염자로 최종 보고됐다. 방역당국은 두번째 환자의 건강상태 역시 좋은 편으로, 증상이 없는 상태라고 밝혔다.
1월 28일, 캐나다 서부 브리티시컬럼비아주에서 첫 의심환자가 보고됐다. 이 환자는 40대 남성으로 밴쿠버 일대에 거주하고 있었으며, 정기적으로 중국 출장을 다녀온 것으로 조사됐다. 당국은 이 환자의 마지막 중국 방문 당시 들렀던 도시가 우한시였으며 지난 26일부터 관련 증상으로 현지 병원을 찾은 뒤로부터는 자체적으로 자택 격리를 해왔다고 밝혔다. 이 환자에 대한 진단조사를 시행한 결과 바이러스 양성 반응이 나왔고, 1월 29일 국립미생물연구소의 최종 검사로 확진 판정을 받으면서 세번째 확진자로 기록됐다. 브리티시컬럼비아주 보건국장을 겸하고 있는 캐나다 보건장관은 해당 환자와 접촉했을 가능성이 있는 사람은 "적은 수" (small number)라고 밝혔다.

## 같이 보기
- 나라별 코로나19 범유행
- 북아메리카의 코로나19 범유행
- 코로나19 범유행에 대한 나라별 대응